# Gevorg Karlenovich Arutyunyan
Gevorg Karlenovich Arutyunyan (tiếng Nga: Геворг Карленович Арутюнян; sinh ngày 21 tháng 2 năm 1997) là một cầu thủ bóng đá người Nga. Anh thi đấu cho Rubin Kazan.

## Sự nghiệp câu lạc bộ
Anh ra mắt chuyên nghiệp tại Giải bóng đá chuyên nghiệp quốc gia Nga cho FC Rubin-2 Kazan vào ngày 18 tháng 7 năm 2014 trong trận đấu với FC Syzran-2003 Syzran.
Anh thi đấu trận đầu tiên cho đội một của F.K. Rubin Kazan vào ngày 24 tháng 9 năm 2015 trong trận đấu tại Cúp quốc gia Nga trước FC SKA-Energiya Khabarovsk khi đội bóng của anh thất bại 0-2.

## Quốc tế
Anh là người gốc Armenia và có thể thi đấu cho cả Nga và Armenia. Sau khi đại diện Đội tuyển bóng đá U-18 quốc gia Nga, anh được triệu tập vào Đội tuyển bóng đá U-21 quốc gia Armenia, nhưng không thi đấu một trận nào.